# Малиновая Грива
Малиновая Грива — исчезнувшее село в Тогульском районе Алтайского края России. Располагалось на территории современного Тогульского сельсовета. Упразднено в 2008 году.

## География
Располагалось на левом берегу реки Тогул на ручье Еловка, в 2 км к востоку от села Шумиха.

## История
Основано в 1886 году. В 1928 году деревня Малиновая Грива состояла из 119 хозяйств. В административном отношении являлась административным центром Малиново-Гривского сельсовета Тогульского района Бийского округа Сибирского края.
Исключено из учётных данных в 2008 году.

## Население
В 1926 году в деревне проживало 589 человек (287 мужчин и 302 женщины), основное население — русские.
Согласно результатам переписи 2002 года, в национальной структуре населения русские составляли 100 % из 4 жителей.